# Греция на зимних Паралимпийских играх 2018
Греция на зимних Паралимпийских играх 2018 года в Пхёнчхане была представлена одним спортсменом (Константинос Петракис) в соревнованиях по сноуборду.

## Состав и результаты

### Сноуборд
| Соревнование   | Спортстмен            | Квалификация | Квалификация | Квалификация | 1/8 финала           | 1/8 финала           | Четвертьфинал        | Четвертьфинал        | Полуфинал            | Полуфинал            | Финал                | Итоговое место |
| Соревнование   | Спортстмен            | 1 попытка    | 2 попытка    | Место        | Заезд                | Место                | Заезд                | Место                | Заезд                | Место                | Финал                | Итоговое место |
| -------------- | --------------------- | ------------ | ------------ | ------------ | -------------------- | -------------------- | -------------------- | -------------------- | -------------------- | -------------------- | -------------------- | -------------- |
| Сноуборд-кросс | Константинос Петракис | 1:10.00      | 1:08.71      | 19           | Завершил выступление | Завершил выступление | Завершил выступление | Завершил выступление | Завершил выступление | Завершил выступление | Завершил выступление | 19             |

| Соревнование | Спортсмен             | 1 попытка | 2 попытка | 3 попытка | Место |
| ------------ | --------------------- | --------- | --------- | --------- | ----- |
| Слалом       | Константинос Петракис | 1:03.30   | 59.45     | 1:00.97   | 19    |